# شون تاکاگی
شون تاکاگی (انگلیسی: Shun Takagi؛ زادهٔ ۲۲ مهٔ ۱۹۸۹) بازیکن فوتبال اهل ژاپن است.
از باشگاه‌هایی که در آن بازی کرده‌است می‌توان به باشگاه فوتبال کاوازاکی فرونتال اشاره کرد.